# Lista över fornlämningar i Gotlands kommun (Sundre)
Lista över fornlämningar i Gotlands kommun (Sundre) är en förteckning av ett urval av de fornlämningar som finns i Sundre i Gotlands kommun.
| Namn                    | Lämningstyp                      | Tillkomsttid | Historisk indelning | Plats        | Läge                 | ID-nr          | Bild                                      |
| ----------------------- | -------------------------------- | ------------ | ------------------- | ------------ | -------------------- | -------------- | ----------------------------------------- |
| Sundre 1:2              | Husgrund, förhistorisk/medeltida |              | Sundre, Gotland     |              | 56.920005, 18.165247 | 10096800010002 | Ladda upp en bild av detta fornminne      |
| Sundre 2:1              | Hällristning                     |              | Sundre, Gotland     |              | 56.918924, 18.179258 | 10096800020001 | Ladda upp en bild av detta fornminne      |
| Sundre 3:1              | Husgrund, förhistorisk/medeltida |              | Sundre, Gotland     |              | 56.922195, 18.181922 | 10096800030001 | Ladda upp en bild av detta fornminne      |
| Sundre 4:1              | Gravfält                         |              | Sundre, Gotland     |              | 56.920868, 18.185961 | 10096800040001 | Ladda upp en till bild av detta fornminne |
| Sundre 6:1              | Gravfält                         |              | Sundre, Gotland     |              | 56.930400, 18.184139 | 10096800060001 | Ladda upp en bild av detta fornminne      |
| Sundre 7:1              | Gravfält                         |              | Sundre, Gotland     |              | 56.913237, 18.155362 | 10096800070001 | Ladda upp en bild av detta fornminne      |
| Sundre 8:1              | Gravfält                         |              | Sundre, Gotland     |              | 56.913206, 18.124721 | 10096800080001 | Ladda upp en bild av detta fornminne      |
| Sundre 9:1              | Hög                              |              | Sundre, Gotland     |              | 56.915460, 18.126718 | 10096800090001 | Ladda upp en bild av detta fornminne      |
| Korshäll (Sundre 10:1)  | Grav markerad av sten/block      |              | Sundre, Gotland     |              | 56.930753, 18.140478 | 10096800100001 | Ladda upp en bild av detta fornminne      |
| Sundre 12:1             | Stensättning                     |              | Sundre, Gotland     |              | 56.939484, 18.164475 | 10096800120001 | Ladda upp en bild av detta fornminne      |
| Sundre 12:2             | Stensättning                     |              | Sundre, Gotland     |              | 56.939368, 18.164379 | 10096800120002 | Ladda upp en bild av detta fornminne      |
| Sundre 12:3             | Stensättning                     |              | Sundre, Gotland     |              | 56.939348, 18.164545 | 10096800120003 | Ladda upp en bild av detta fornminne      |
| Sundre 13:1             | Röse                             |              | Sundre, Gotland     |              | 56.948326, 18.165672 | 10096800130001 | Ladda upp en bild av detta fornminne      |
| Sundre 14:1             | Stensättning                     |              | Sundre, Gotland     |              | 56.921825, 18.189759 | 10096800140001 | Ladda upp en bild av detta fornminne      |
| Sundre 15:1             | Husgrund, förhistorisk/medeltida |              | Sundre, Gotland     |              | 56.933181, 18.189893 | 10096800150001 | Ladda upp en bild av detta fornminne      |
| Sundre 15:2             | Husgrund, förhistorisk/medeltida |              | Sundre, Gotland     |              | 56.933179, 18.189461 | 10096800150002 | Ladda upp en bild av detta fornminne      |
| Sundre 15:3             | Husgrund, förhistorisk/medeltida |              | Sundre, Gotland     |              | 56.933039, 18.189302 | 10096800150003 | Ladda upp en bild av detta fornminne      |
| Sundre 16:2             | Stensättning                     |              | Sundre, Gotland     |              | 56.925787, 18.186697 | 10096800160002 | Ladda upp en bild av detta fornminne      |
| Sundre 16:3             | Stensättning                     |              | Sundre, Gotland     |              | 56.925796, 18.186810 | 10096800160003 | Ladda upp en bild av detta fornminne      |
| Sundre 16:4             | Stensättning                     |              | Sundre, Gotland     |              | 56.925844, 18.186966 | 10096800160004 | Ladda upp en bild av detta fornminne      |
| Sundre 18:1             | Gravfält                         |              | Sundre, Gotland     |              | 56.919913, 18.186060 | 10096800180001 | Ladda upp en bild av detta fornminne      |
| Sundre 19:1             | Stensättning                     |              | Sundre, Gotland     |              | 56.917559, 18.201605 | 10096800190001 | Ladda upp en bild av detta fornminne      |
| Sundre 20:1             | Stenkrets                        |              | Sundre, Gotland     |              | 56.919043, 18.210023 | 10096800200001 | Ladda upp en bild av detta fornminne      |
| Sundre 20:2             | Grav markerad av sten/block      |              | Sundre, Gotland     |              | 56.919043, 18.210023 | 10096800200002 | Ladda upp en bild av detta fornminne      |
| Sundre 21:1             | Hög                              |              | Sundre, Gotland     |              | 56.915141, 18.196418 | 10096800210001 | Ladda upp en bild av detta fornminne      |
| Sundre 21:2             | Stensättning                     |              | Sundre, Gotland     |              | 56.915135, 18.196221 | 10096800210002 | Ladda upp en bild av detta fornminne      |
| Sundre 21:3             | Stensättning                     |              | Sundre, Gotland     |              | 56.914920, 18.196198 | 10096800210003 | Ladda upp en bild av detta fornminne      |
| Sundre 22:2             | Hög                              |              | Sundre, Gotland     |              | 56.915197, 18.194566 | 10096800220002 | Ladda upp en bild av detta fornminne      |
| Sundre 22:3             | Hög                              |              | Sundre, Gotland     |              | 56.915436, 18.194141 | 10096800220003 | Ladda upp en bild av detta fornminne      |
| Sundre 22:4             | Hög                              |              | Sundre, Gotland     |              | 56.915750, 18.194882 | 10096800220004 | Ladda upp en bild av detta fornminne      |
| Sundre 23:1             | Gravfält                         |              | Sundre, Gotland     |              | 56.918198, 18.150042 | 10096800230001 | Ladda upp en bild av detta fornminne      |
| Sundre 24:1             | Hög                              |              | Sundre, Gotland     |              | 56.924699, 18.151157 | 10096800240001 | Ladda upp en bild av detta fornminne      |
| Sundre 24:2             | Stensättning                     |              | Sundre, Gotland     |              | 56.924725, 18.150972 | 10096800240002 | Ladda upp en bild av detta fornminne      |
| Sundre 24:3             | Stensättning                     |              | Sundre, Gotland     |              | 56.924658, 18.150960 | 10096800240003 | Ladda upp en bild av detta fornminne      |
| Sundre 24:4             | Stensättning                     |              | Sundre, Gotland     |              | 56.924608, 18.151054 | 10096800240004 | Ladda upp en bild av detta fornminne      |
| Sundre 25:1             | Stensättning                     |              | Sundre, Gotland     |              | 56.928576, 18.211670 | 10096800250001 | Ladda upp en bild av detta fornminne      |
| Sundre 25:2             | Stensättning                     |              | Sundre, Gotland     |              | 56.928566, 18.211525 | 10096800250002 | Ladda upp en bild av detta fornminne      |
| Sundre 25:3             | Stensättning                     |              | Sundre, Gotland     |              | 56.928451, 18.211674 | 10096800250003 | Ladda upp en bild av detta fornminne      |
| Sundre 27:2             | Stensättning                     |              | Sundre, Gotland     |              | 56.943490, 18.184917 | 10096800270002 | Ladda upp en bild av detta fornminne      |
| Sundre 28:1             | Stensättning                     |              | Sundre, Gotland     |              | 56.941627, 18.184947 | 10096800280001 | Ladda upp en bild av detta fornminne      |
| Sundre 28:2             | Stensättning                     |              | Sundre, Gotland     |              | 56.941722, 18.184870 | 10096800280002 | Ladda upp en bild av detta fornminne      |
| Sundre 29:1             | Hög                              |              | Sundre, Gotland     |              | 56.921988, 18.130608 | 10096800290001 | Ladda upp en till bild av detta fornminne |
| Sundre 30:2             | Stensättning                     |              | Sundre, Gotland     |              | 56.916130, 18.126576 | 10096800300002 | Ladda upp en bild av detta fornminne      |
| Sundre 30:3             | Stensättning                     |              | Sundre, Gotland     |              | 56.916114, 18.126391 | 10096800300003 | Ladda upp en bild av detta fornminne      |
| Sundre 30:4             | Stensättning                     |              | Sundre, Gotland     |              | 56.916037, 18.126466 | 10096800300004 | Ladda upp en bild av detta fornminne      |
| Sundre 31:1             | Stenkammargrav                   |              | Sundre, Gotland     |              | 56.917465, 18.125819 | 10096800310001 | Ladda upp en bild av detta fornminne      |
| Sundre 31:2             | Stensättning                     |              | Sundre, Gotland     |              | 56.917353, 18.125766 | 10096800310002 | Ladda upp en bild av detta fornminne      |
| Sundre 31:3             | Röse                             |              | Sundre, Gotland     |              | 56.917461, 18.126037 | 10096800310003 | Ladda upp en bild av detta fornminne      |
| Sundre 32:1             | Gravfält                         |              | Sundre, Gotland     |              | 56.917059, 18.124671 | 10096800320001 | Ladda upp en bild av detta fornminne      |
| Sundre 35:1             | Stensättning                     |              | Sundre, Gotland     |              | 56.925086, 18.132591 | 10096800350001 | Ladda upp en bild av detta fornminne      |
| Sundre 36:1             | Hög                              |              | Sundre, Gotland     |              | 56.923114, 18.131585 | 10096800360001 | Ladda upp en till bild av detta fornminne |
| Sundre 36:2             | Stensättning                     |              | Sundre, Gotland     |              | 56.923212, 18.131640 | 10096800360002 | Ladda upp en bild av detta fornminne      |
| Sundre 36:3             | Hög                              |              | Sundre, Gotland     |              | 56.923216, 18.131785 | 10096800360003 | Ladda upp en bild av detta fornminne      |
| Sundre 36:4             | Stensättning                     |              | Sundre, Gotland     |              | 56.923323, 18.131755 | 10096800360004 | Ladda upp en bild av detta fornminne      |
| Sundre 37:1             | Stensättning                     |              | Sundre, Gotland     |              | 56.929972, 18.138553 | 10096800370001 | Ladda upp en bild av detta fornminne      |
| Sundre 38:1             | Stensättning                     |              | Sundre, Gotland     |              | 56.923059, 18.134182 | 10096800380001 | Ladda upp en bild av detta fornminne      |
| Sundre 39:1             | Hög                              |              | Sundre, Gotland     |              | 56.922863, 18.129441 | 10096800390001 | Ladda upp en bild av detta fornminne      |
| Sundre 41:1             | Stensättning                     |              | Sundre, Gotland     |              | 56.941628, 18.149269 | 10096800410001 | Ladda upp en bild av detta fornminne      |
| Sundre 43:1             | Borg                             |              | Sundre, Gotland     |              | 56.936260, 18.182621 | 10096800430001 | Ladda upp en till bild av detta fornminne |
| Sundre 45:1             | Stensättning                     |              | Sundre, Gotland     |              | 56.940551, 18.192368 | 10096800450001 | Ladda upp en till bild av detta fornminne |
| Sundre 46:1             | Stensättning                     |              | Sundre, Gotland     |              | 56.942878, 18.195303 | 10096800460001 | Ladda upp en bild av detta fornminne      |
| Sundre 47:1             | Stensättning                     |              | Sundre, Gotland     |              | 56.933690, 18.170197 | 10096800470001 | Ladda upp en bild av detta fornminne      |
| Sundre 48:1             | Stensättning                     |              | Sundre, Gotland     |              | 56.934645, 18.172476 | 10096800480001 | Ladda upp en bild av detta fornminne      |
| Sundre 49:1             | Gravfält                         |              | Sundre, Gotland     |              | 56.935206, 18.171284 | 10096800490001 | Ladda upp en bild av detta fornminne      |
| Sundre 50:1             | Stensättning                     |              | Sundre, Gotland     |              | 56.937238, 18.173201 | 10096800500001 | Ladda upp en bild av detta fornminne      |
| Sundre 51:1             | Gravfält                         |              | Sundre, Gotland     |              | 56.934584, 18.166068 | 10096800510001 | Ladda upp en bild av detta fornminne      |
| Sundre 53:1             | Stensättning                     |              | Sundre, Gotland     |              | 56.936982, 18.158150 | 10096800530001 | Ladda upp en bild av detta fornminne      |
| Sundre 54:1             | Stensättning                     |              | Sundre, Gotland     |              | 56.936188, 18.159342 | 10096800540001 | Ladda upp en bild av detta fornminne      |
| Sundre 55:1             | Stensättning                     |              | Sundre, Gotland     |              | 56.929087, 18.155688 | 10096800550001 | Ladda upp en bild av detta fornminne      |
| Sundre 56:1             | Stensättning                     |              | Sundre, Gotland     |              | 56.928323, 18.154361 | 10096800560001 | Ladda upp en bild av detta fornminne      |
| Sundre 57:1             | Gravfält                         |              | Sundre, Gotland     |              | 56.925087, 18.133835 | 10096800570001 | Ladda upp en bild av detta fornminne      |
| Sundre 59:1             | Stensättning                     |              | Sundre, Gotland     |              | 56.927252, 18.152083 | 10096800590001 | Ladda upp en bild av detta fornminne      |
| Sundre 60:1             | Stensättning                     |              | Sundre, Gotland     |              | 56.923660, 18.146703 | 10096800600001 | Ladda upp en bild av detta fornminne      |
| Sundre 61:1             | Stensättning                     |              | Sundre, Gotland     |              | 56.922751, 18.135796 | 10096800610001 | Ladda upp en bild av detta fornminne      |
| Sundre 62:1             | Stensättning                     |              | Sundre, Gotland     |              | 56.923827, 18.133081 | 10096800620001 | Ladda upp en bild av detta fornminne      |
| Sundre 63:1             | Gravfält                         |              | Sundre, Gotland     |              | 56.923599, 18.130443 | 10096800630001 | Ladda upp en bild av detta fornminne      |
| Sundre 64:1             | Stensättning                     |              | Sundre, Gotland     |              | 56.937764, 18.145616 | 10096800640001 | Ladda upp en bild av detta fornminne      |
| Sundre 65:1             | Hög                              |              | Sundre, Gotland     |              | 56.938104, 18.144736 | 10096800650001 | Ladda upp en bild av detta fornminne      |
| Sundre 66:1             | Stensättning                     |              | Sundre, Gotland     |              | 56.930414, 18.137995 | 10096800660001 | Ladda upp en bild av detta fornminne      |
| Sundre 67:1             | Hällristning                     |              | Sundre, Gotland     |              | 56.911080, 18.150436 | 11100000001205 | Ladda upp en bild av detta fornminne      |
| Sundre 68:1             | Hällristning                     |              | Sundre, Gotland     |              | 56.912869, 18.145651 | 11100000001206 | Ladda upp en bild av detta fornminne      |
| Sundre 69:1             | Hällristning                     |              | Sundre, Gotland     |              | 56.912816, 18.144536 | 11100000001207 | Ladda upp en bild av detta fornminne      |
| Sundre 70:1             | Hällristning                     |              | Sundre, Gotland     |              | 56.914767, 18.140604 | 11100000001208 | Ladda upp en bild av detta fornminne      |
| Sundre 70:2             | Hällristning                     |              | Sundre, Gotland     |              | 56.914708, 18.140667 | 11100000001209 | Ladda upp en bild av detta fornminne      |
| Sundre 70:3             | Hällristning                     |              | Sundre, Gotland     |              | 56.914760, 18.140402 | 11100000001210 | Ladda upp en bild av detta fornminne      |
| Sundre 70:4             | Hällristning                     |              | Sundre, Gotland     |              | 56.914581, 18.140429 | 11100000001211 | Ladda upp en bild av detta fornminne      |
| Sundre 71:1             | Hällristning                     |              | Sundre, Gotland     |              | 56.914303, 18.141284 | 11100000001212 | Ladda upp en bild av detta fornminne      |
| Sundre 71:2             | Hällristning                     |              | Sundre, Gotland     |              | 56.914210, 18.141249 | 11100000001218 | Ladda upp en bild av detta fornminne      |
| Sundre 71:3             | Hällristning                     |              | Sundre, Gotland     |              | 56.914224, 18.141327 | 11100000001219 | Ladda upp en bild av detta fornminne      |
| Sundre 71:4             | Hällristning                     |              | Sundre, Gotland     |              | 56.914256, 18.141846 | 11100000001220 | Ladda upp en bild av detta fornminne      |
| Sundre 71:5             | Hällristning                     |              | Sundre, Gotland     |              | 56.914346, 18.141868 | 11100000001221 | Ladda upp en bild av detta fornminne      |
| Sundre 71:6             | Hällristning                     |              | Sundre, Gotland     |              | 56.914360, 18.141882 | 11100000001222 | Ladda upp en bild av detta fornminne      |
| Sundre 71:7             | Hällristning                     |              | Sundre, Gotland     |              | 56.914345, 18.141919 | 11100000001223 | Ladda upp en bild av detta fornminne      |
| Sundre 71:8             | Hällristning                     |              | Sundre, Gotland     |              | 56.914408, 18.141827 | 11100000001224 | Ladda upp en bild av detta fornminne      |
| Sundre 71:9             | Hällristning                     |              | Sundre, Gotland     |              | 56.914258, 18.142038 | 11100000001225 | Ladda upp en bild av detta fornminne      |
| Sundre 71:10            | Hällristning                     |              | Sundre, Gotland     |              | 56.914187, 18.142187 | 11100000001213 | Ladda upp en bild av detta fornminne      |
| Sundre 71:11            | Hällristning                     |              | Sundre, Gotland     |              | 56.914138, 18.142251 | 11100000001214 | Ladda upp en bild av detta fornminne      |
| Sundre 71:12            | Hällristning                     |              | Sundre, Gotland     |              | 56.914108, 18.142240 | 11100000001215 | Ladda upp en bild av detta fornminne      |
| Sundre 71:13            | Hällristning                     |              | Sundre, Gotland     |              | 56.914109, 18.142403 | 11100000001216 | Ladda upp en bild av detta fornminne      |
| Sundre 71:14            | Hällristning                     |              | Sundre, Gotland     |              | 56.914365, 18.141336 | 11100000001217 | Ladda upp en bild av detta fornminne      |
| Sundre 72:1             | Gravfält                         |              | Sundre, Gotland     |              | 56.915120, 18.157205 | 10096800720001 | Ladda upp en bild av detta fornminne      |
| Sundre 73:1             | Stensättning                     |              | Sundre, Gotland     |              | 56.915025, 18.164899 | 10096800730001 | Ladda upp en bild av detta fornminne      |
| Sundre 73:2             | Stensättning                     |              | Sundre, Gotland     |              | 56.914940, 18.164940 | 10096800730002 | Ladda upp en bild av detta fornminne      |
| Sundre 74:1             | Stensättning                     |              | Sundre, Gotland     |              | 56.917071, 18.160516 | 10096800740001 | Ladda upp en bild av detta fornminne      |
| Sundre 75:1             | Stensättning                     |              | Sundre, Gotland     |              | 56.920515, 18.161748 | 10096800750001 | Ladda upp en bild av detta fornminne      |
| Sundre 76:1             | Stensättning                     |              | Sundre, Gotland     |              | 56.920007, 18.165597 | 10096800760001 | Ladda upp en bild av detta fornminne      |
| Sundre 76:2             | Stensättning                     |              | Sundre, Gotland     |              | 56.919923, 18.165931 | 10096800760002 | Ladda upp en bild av detta fornminne      |
| Sundre 77:1             | Grav markerad av sten/block      |              | Sundre, Gotland     |              | 56.918487, 18.167187 | 10096800770001 | Ladda upp en bild av detta fornminne      |
| Sundre 77:2             | Grav markerad av sten/block      |              | Sundre, Gotland     |              | 56.918441, 18.167075 | 10096800770002 | Ladda upp en bild av detta fornminne      |
| Sundre 77:3             | Grav markerad av sten/block      |              | Sundre, Gotland     |              | 56.918370, 18.167049 | 10096800770003 | Ladda upp en bild av detta fornminne      |
| Sundre 77:4             | Grav markerad av sten/block      |              | Sundre, Gotland     |              | 56.918318, 18.167028 | 10096800770004 | Ladda upp en bild av detta fornminne      |
| Sundre 77:5             | Grav markerad av sten/block      |              | Sundre, Gotland     |              | 56.918278, 18.166912 | 10096800770005 | Ladda upp en bild av detta fornminne      |
| Sundre 78:1             | Hällristning                     |              | Sundre, Gotland     |              | 56.915502, 18.165389 | 11100000001226 | Ladda upp en bild av detta fornminne      |
| Sundre 78:2             | Hällristning                     |              | Sundre, Gotland     |              | 56.915708, 18.165245 | 11100000001227 | Ladda upp en bild av detta fornminne      |
| Sundre 79:1             | Hällristning                     |              | Sundre, Gotland     |              | 56.916998, 18.166700 | 11100000001228 | Ladda upp en bild av detta fornminne      |
| Sundre 79:2             | Hällristning                     |              | Sundre, Gotland     |              | 56.917097, 18.166805 | 11100000001229 | Ladda upp en bild av detta fornminne      |
| Sundre 79:3             | Hällristning                     |              | Sundre, Gotland     |              | 56.917202, 18.166615 | 11100000001230 | Ladda upp en bild av detta fornminne      |
| Sundre 79:4             | Hällristning                     |              | Sundre, Gotland     |              | 56.917229, 18.166453 | 11100000001231 | Ladda upp en bild av detta fornminne      |
| Sundre 79:5             | Hällristning                     |              | Sundre, Gotland     |              | 56.917330, 18.166808 | 11100000001232 | Ladda upp en bild av detta fornminne      |
| Sundre 79:6             | Hällristning                     |              | Sundre, Gotland     |              | 56.917452, 18.167002 | 11100000001233 | Ladda upp en bild av detta fornminne      |
| Sundre 79:7             | Hällristning                     |              | Sundre, Gotland     |              | 56.917568, 18.167151 | 11100000001234 | Ladda upp en bild av detta fornminne      |
| Sundre 79:8             | Hällristning                     |              | Sundre, Gotland     |              | 56.917636, 18.167690 | 11100000001235 | Ladda upp en bild av detta fornminne      |
| Sundre 80:1             | Hällristning                     |              | Sundre, Gotland     |              | 56.918046, 18.167803 | 11100000001236 | Ladda upp en bild av detta fornminne      |
| Sundre 80:2             | Hällristning                     |              | Sundre, Gotland     |              | 56.918109, 18.167894 | 11100000001237 | Ladda upp en bild av detta fornminne      |
| Sundre 80:3             | Hällristning                     |              | Sundre, Gotland     |              | 56.918442, 18.168319 | 11100000001238 | Ladda upp en bild av detta fornminne      |
| Sundre 80:4             | Hällristning                     |              | Sundre, Gotland     |              | 56.918442, 18.168319 | 11100000001239 | Ladda upp en bild av detta fornminne      |
| Sundre 80:5             | Hällristning                     |              | Sundre, Gotland     |              | 56.918643, 18.168747 | 11100000001240 | Ladda upp en bild av detta fornminne      |
| Sundre 80:6             | Hällristning                     |              | Sundre, Gotland     |              | 56.918727, 18.168686 | 11100000001241 | Ladda upp en bild av detta fornminne      |
| Sundre 81:1             | Stensättning                     |              | Sundre, Gotland     |              | 56.920675, 18.167883 | 10096800810001 | Ladda upp en bild av detta fornminne      |
| Sundre 82:1             | Röse                             |              | Sundre, Gotland     |              | 56.920035, 18.167413 | 10096800820001 | Ladda upp en bild av detta fornminne      |
| Sundre 83:1             | Hällristning                     |              | Sundre, Gotland     |              | 56.919276, 18.169627 | 11100000001242 | Ladda upp en bild av detta fornminne      |
| Sundre 83:2             | Hällristning                     |              | Sundre, Gotland     |              | 56.919368, 18.170135 | 11100000001248 | Ladda upp en bild av detta fornminne      |
| Sundre 83:3             | Hällristning                     |              | Sundre, Gotland     |              | 56.919602, 18.169451 | 11100000001249 | Ladda upp en bild av detta fornminne      |
| Sundre 83:4             | Hällristning                     |              | Sundre, Gotland     |              | 56.919870, 18.170101 | 11100000001250 | Ladda upp en bild av detta fornminne      |
| Sundre 83:5             | Hällristning                     |              | Sundre, Gotland     |              | 56.919731, 18.169907 | 11100000001251 | Ladda upp en bild av detta fornminne      |
| Sundre 83:6             | Hällristning                     |              | Sundre, Gotland     |              | 56.919725, 18.170223 | 11100000001252 | Ladda upp en bild av detta fornminne      |
| Sundre 83:7             | Hällristning                     |              | Sundre, Gotland     |              | 56.919597, 18.170051 | 11100000001253 | Ladda upp en bild av detta fornminne      |
| Sundre 83:8             | Hällristning                     |              | Sundre, Gotland     |              | 56.919525, 18.170701 | 11100000001254 | Ladda upp en bild av detta fornminne      |
| Sundre 83:9             | Hällristning                     |              | Sundre, Gotland     |              | 56.919508, 18.170646 | 11100000001255 | Ladda upp en bild av detta fornminne      |
| Sundre 83:10            | Hällristning                     |              | Sundre, Gotland     |              | 56.919649, 18.170838 | 11100000001243 | Ladda upp en bild av detta fornminne      |
| Sundre 83:11            | Hällristning                     |              | Sundre, Gotland     |              | 56.919784, 18.169954 | 11100000001244 | Ladda upp en bild av detta fornminne      |
| Sundre 83:12            | Hällristning                     |              | Sundre, Gotland     |              | 56.919537, 18.170364 | 11100000001245 | Ladda upp en bild av detta fornminne      |
| Sundre 83:13            | Hällristning                     |              | Sundre, Gotland     |              | 56.919385, 18.169579 | 11100000001246 | Ladda upp en bild av detta fornminne      |
| Sundre 83:14            | Hällristning                     |              | Sundre, Gotland     |              | 56.919124, 18.169192 | 11100000001247 | Ladda upp en bild av detta fornminne      |
| Sundre 84:1             | Hällristning                     |              | Sundre, Gotland     |              | 56.911443, 18.132509 | 11100000001256 | Ladda upp en bild av detta fornminne      |
| Sundre 85:1             | Hällristning                     |              | Sundre, Gotland     |              | 56.913091, 18.134248 | 11100000001257 | Ladda upp en bild av detta fornminne      |
| Sundre 85:2             | Hällristning                     |              | Sundre, Gotland     |              | 56.912816, 18.134186 | 11100000001258 | Ladda upp en bild av detta fornminne      |
| Sundre 86:1             | Gravfält                         |              | Sundre, Gotland     |              | 56.910000, 18.187524 | 10096800860001 | Ladda upp en bild av detta fornminne      |
| Sundre 87:1             | Grav markerad av sten/block      |              | Sundre, Gotland     |              | 56.915484, 18.186806 | 10096800870001 | Ladda upp en bild av detta fornminne      |
| Sundre 88:1             | Stensättning                     |              | Sundre, Gotland     |              | 56.912698, 18.202194 | 10096800880001 | Ladda upp en bild av detta fornminne      |
| Sundre 89:2             | Stensättning                     |              | Sundre, Gotland     |              | 56.915316, 18.197803 | 10096800890002 | Ladda upp en bild av detta fornminne      |
| Sundre 90:1             | Stensättning                     |              | Sundre, Gotland     |              | 56.915022, 18.193524 | 10096800900001 | Ladda upp en bild av detta fornminne      |
| Sundre 91:1             | Gravfält                         |              | Sundre, Gotland     |              | 56.917375, 18.187133 | 10096800910001 | Ladda upp en bild av detta fornminne      |
| Sundre 92:1             | Gravfält                         |              | Sundre, Gotland     |              | 56.916644, 18.187265 | 10096800920001 | Ladda upp en bild av detta fornminne      |
| Sundre 93:1             | Stensättning                     |              | Sundre, Gotland     |              | 56.917769, 18.187382 | 10096800930001 | Ladda upp en bild av detta fornminne      |
| Sundre 93:2             | Stensättning                     |              | Sundre, Gotland     |              | 56.917739, 18.187615 | 10096800930002 | Ladda upp en bild av detta fornminne      |
| Sundre 93:3             | Stensättning                     |              | Sundre, Gotland     |              | 56.917676, 18.187714 | 10096800930003 | Ladda upp en bild av detta fornminne      |
| Sundre 95:1             | Gravfält                         |              | Sundre, Gotland     |              | 56.925946, 18.188557 | 10096800950001 | Ladda upp en bild av detta fornminne      |
| Sundre 96:1             | Stensättning                     |              | Sundre, Gotland     |              | 56.920779, 18.202093 | 10096800960001 | Ladda upp en bild av detta fornminne      |
| Sundre 96:2             | Stensättning                     |              | Sundre, Gotland     |              | 56.920719, 18.202277 | 10096800960002 | Ladda upp en bild av detta fornminne      |
| Sundre 96:3             | Stensättning                     |              | Sundre, Gotland     |              | 56.920670, 18.201898 | 10096800960003 | Ladda upp en bild av detta fornminne      |
| Örnstenen (Sundre 97:1) | Stensättning                     |              | Sundre, Gotland     |              | 56.922645, 18.200216 | 10096800970001 | Ladda upp en bild av detta fornminne      |
| Sundre 100:1            | Stensättning                     |              | Sundre, Gotland     |              | 56.934951, 18.160322 | 10096801000001 | Ladda upp en bild av detta fornminne      |
| Sundre 101:1            | Stensättning                     |              | Sundre, Gotland     |              | 56.921209, 18.212806 | 10096801010001 | Ladda upp en bild av detta fornminne      |
| Sundre 101:2            | Stensättning                     |              | Sundre, Gotland     |              | 56.921231, 18.212976 | 10096801010002 | Ladda upp en bild av detta fornminne      |
| Sundre 102:1            | Stensättning                     |              | Sundre, Gotland     |              | 56.931064, 18.208255 | 10096801020001 | Ladda upp en bild av detta fornminne      |
| Sundre 104:1            | Stensättning                     |              | Sundre, Gotland     |              | 56.937423, 18.188157 | 10096801040001 | Ladda upp en bild av detta fornminne      |
| Sundre 105:1            | Husgrund, förhistorisk/medeltida |              | Sundre, Gotland     |              | 56.937830, 18.187020 | 11000000002689 | Ladda upp en bild av detta fornminne      |
| Sundre 108:1            | Stensättning                     |              | Sundre, Gotland     |              | 56.929563, 18.154797 | 10096801080001 | Ladda upp en bild av detta fornminne      |
| Sundre 108:2            | Stensättning                     |              | Sundre, Gotland     |              | 56.929658, 18.154803 | 10096801080002 | Ladda upp en bild av detta fornminne      |
| Sundre 108:3            | Stensättning                     |              | Sundre, Gotland     |              | 56.929412, 18.154778 | 10096801080003 | Ladda upp en bild av detta fornminne      |
| Sundre 109:1            | Gravfält                         |              | Sundre, Gotland     |              | 56.932834, 18.189575 | 10096801090001 | Ladda upp en bild av detta fornminne      |
| Sundre 114:1            | Husgrund, förhistorisk/medeltida |              | Sundre, Gotland     |              | 56.935568, 18.181668 | 10096801140001 | Ladda upp en bild av detta fornminne      |
| Sundre 115:1            | Runristning                      |              | Sundre, Gotland     | Sundre kyrka | 56.93589, 18.1818    | 10096801150001 | Ladda upp en bild av detta fornminne      |
| Sundre 120:1            | Hällristning                     |              | Sundre, Gotland     |              | 56.919617, 18.179798 | 11100000001367 | Ladda upp en bild av detta fornminne      |
| Sundre 121:1            | Hällristning                     |              | Sundre, Gotland     |              | 56.918226, 18.176767 | 11100000001368 | Ladda upp en bild av detta fornminne      |
| Sundre 123:1            | Hällristning                     |              | Sundre, Gotland     |              | 56.920130, 18.170893 | 11100000001369 | Ladda upp en bild av detta fornminne      |
| Sundre 123:2            | Hällristning                     |              | Sundre, Gotland     |              | 56.920099, 18.170978 | 11100000001370 | Ladda upp en bild av detta fornminne      |
| Sundre 128:1            | Hög                              |              | Sundre, Gotland     |              | 56.918786, 18.187016 | 10096801280001 | Ladda upp en bild av detta fornminne      |
| Barshage (Sundre 131)   | Fiskeläge                        |              | Sundre, Gotland     |              | 56.908628, 18.188238 | 12000000084397 | Ladda upp en bild av detta fornminne      |
| Rivet (Sundre 133)      | Fiskeläge                        |              | Sundre, Gotland     |              | 56.909892, 18.128171 | 12000000084402 | Ladda upp en bild av detta fornminne      |